# Тверская швейная фабрика
Тверская швейная фабрика — предприятие швейной промышленности в городе Твери.
Создана в 1918 году как мастерская «Губодежда», с тех пор неоднократно меняла своё название: с 1923 года — мастерская «Тверодежда», с 1927 года — швейная фабрика Москвошвей № 11, с 1930 года (после перевода в новое здание) — швейная фабрика Москвошвей № 11, с 1946 года — трикотажная фабрика, с 1950-х годов — фабрика № 1, в 1962 году объединена с Калининской швейной фабрикой № 2, а с 1975 года получила современное название.
Осенью 1941 года частично эвакуирована в Томск, а многие работники фабрики были отправлены на фронт; здание и оставшееся оборудование серьёзно пострадали во время оккупации города в октябре - декабре 1941 года. В 1942 году была частично восстановлена и до 1945 года выпускала военное оборудование. В 1946 году на ней установлено оборудование из Германии, в 1950-е годы — сооружён новый корпус, в 1960-е годы учреждена газета и созданы культурные учреждения при фабрике, в 1970-е — оснащена новым оборудованием.
В настоящее время специализацией Тверской швейной фабрики является мужской ассортимент (костюмная группа, пиджаки, брюки, пальто) и школьная форма для мальчиков и девочек (3 возрастные группы).
По данным самой фабрики, её одежда выпускается под торговыми марками Kavalier, Korona и VERNON и становилась победителем таких конкурсов как «100 лучших товаров России» и т. п..
Также фабрика развивает собственную розничную сеть под брендом VERNON.
Помимо пошива мужского ассортимента (пиджак, жилет, брюки) под собственными торговыми марками VERNON, Korona и Кavaler и школьной формы для мальчиков и девочек под торговой маркой Kavaler NEW , Тверская швейная фабрика специализируется на оказании услуг  по пошиву гражданского, корпоративного (форменного) и военного ассортимента из собственного и давальческого сырья.
Средняя производительность фабрики – 99 000 пиджаков/год, 103 000 брюк/год.
Мужской ассортимент фабрики отшивается в соответствии  с Техническим регламентом Таможенного союза ТР ТС 017/2011, одежда для детей и подростков – ТР ТС 007/2011.
В 2018 году фабрика переехала в новое здание по адресу: Тверь, наб. реки Лазури, 24.
По данным самой фабрики, на сегодняшний день парк оборудования Тверской швейной фабрики является одним из самых современных.